# アレクサンドロス4世
アレクサンドロス4世（Αλέξανδρος Δ΄、ラテン文字転記：Aleksandros IV、紀元前323年 – 紀元前309年、在位同じ）は、アルゲアス朝マケドニアの王アレクサンドロス3世（大王）と王妃ロクサネの嫡子で、アルゲアス朝最後のマケドニア王である。

## 出生
紀元前323年にアレクサンドロス大王が急逝した時、王妃ロクサネは妊娠中であったが、誕生する子の性別が判明しないため、遺されたマケドニア軍の中では王位継承順について意見が対立した。今後の体制を決めるために開催されたバビロン会議の際、歩兵と彼らに与した将軍メレアグロスはアリダイオス（大王の庶兄。毒殺未遂により知的障害者となり事実上王位継承権を失ったと見られていた）の名を挙げたが、千人隊長ペルディッカス（ヘタイロイの指揮官）はロクサネの腹中の子が男子である可能性に望みを託し出産を待つべきだと主張した。
エウメネスの仲裁もあってか両者は妥協し、実権のない名目的な君主としてアリダイオス（即位してピリッポス3世）を立てるかわりにペルディッカスは摂政となり、誕生してくる子が男子なら、その子も共同統治者として王になることになった。そして紀元前323年8月にアレクサンドロスが誕生すると、直ちに共同統治者アレクサンドロス4世として即位した。

## 摂政たち
摂政ペルディッカスは厳格な摂政政治を行ったが、他の遺将達（ディアドコイ）との対立を深め、反対派を倒そうとエジプト遠征を行うも失敗した。それを機に起こった兵士たちの反乱ののち、紀元前321年或いは紀元前320年の5月か6月に、セレウコスはじめとする部下の将軍達の裏切りによりペルディッカスは暗殺された。残ったディアドコイによりトリパラディソスの軍会が開かれ、アンティパトロスが新しい摂政とされた。
アンティパトロスは、アレクサンドロス帝国全体を支配するという建前をあきらめ、太守（サトラップ）の支配下にそれまで属州であったエジプトとアジアを放置して、支配権を太守達に委ねることにした。そして自らはピリッポス3世、アレクサンドロス4世の2人の王とロクサネとともにマケドニア本国に戻った（ディアドコイ戦争参照）。
紀元前319年、アンティパトロスはその死に際し息子であるカッサンドロスを措いて、ピリッポス2世とアレクサンドロス大王に仕えた将軍ポリュペルコンを後継者とした。

## 内乱
この決定に不満を抱いたカッサンドロスは、プトレマイオス、アンティゴノス、ピリッポス3世の野心的な妃エウリュディケと同盟し、摂政の名の下にポリュペルコンと対峙した。対してポリュペルコンはエウメネス、アレクサンドロス大王の母オリュンピアスと同盟した。
ポリュペルコンは初めギリシア諸都市の確実な支配に成功したが、紀元前318年、彼の艦隊がアンティゴノスにより打ち破られると、カッサンドロスはマケドニアの完全なる支配権を手中にし、ポリュペルコンはイピロスへの逃亡を余儀なくされた。ロクサネとアレクサンドロス4世はその後に続いた。数ヶ月後、エピロス王家出身のオリュンピアスの説得により、エピロス王アイアキデスはポリュペルコンと共にマケドニアに侵攻した。
オリュンピアスが戦場に赴くと、エウリュディケの軍は大王の母后と戦うことを拒んでオリュンピアスに寝返り、この間にポリュペルコンとアイアキデスはマケドニアを奪還した。ピリッポス3世とエウリュディケは捕えられて紀元前317年12月25日に処刑され、オリュンピアスがアレクサンドロス4世の摂政として実権を握った。
翌紀元前316年、ペロポネソス半島より戻ってきたカッサンドロスは再度マケドニアを征服した。オリュンピアスはすぐに処刑され、同時にロクサネとアレクサンドロス4世は、グラウキアスの監視下にアンフィポリスの要塞に軟禁された。紀元前311年、カッサンドロス、プトレマイオス及びリュシマコスの三者とアンティゴノスとの間に講和が成立し、第3次ディアドコイ戦争が終結したときの盟約の中で、アレクサンドロス4世の権利は承認され、成年に達したときにカッサンドロスの後継者として統治者になることが定められた。

## 死
盟約によりアルゲアス朝の擁護者たちは、アレクサンドロス4世は今や全権を実行すべきであり摂政はもはや不要と言い始めた。カッサンドロスはこれに対し、彼の統治を確実なものにすべく紀元前309年、グラウキアスにロクサネとアレクサンドロス4世の暗殺を命じ、二人は毒殺された。

## 死後
後に、異母兄（庶兄）にあたるヘラクレスとその母バルシネも殺害され、アレクサンドロス大王直系は断絶することとなった。

## 墳丘墓
1977年8月にギリシャの考古学者マノリス・アンドロニコスにより発見されたヴェルギナの墳丘墓 のうちの1つが、アレクサンドロス4世のものだと信じられている。